# Tinocor pitgrís
El tinocor pitgrís (Thinocorus orbignyianus) és una espècie d'ocell de la família dels tinocòrids (Thinocoridae) que habita l'altiplà andí, aiguamolls i planures des del Perú, cap al sud, a través del centre i sud-oest de Bolívia fins a Xile i oest de l'Argentina, fins a Terra del Foc i l'Illa de Los Estados.